# パトリック・ペイジ
パトリック・ペイジ（Patrick Page, 1962年4月27日 -）は、アメリカ合衆国の俳優、歌手、脚本家。

## 人物
ブロードウェイのミュージカル俳優としてキャリアを築き、2019年には 『ハデス・タウン』 でトニー賞ミュージカル部門最優秀助演男優賞にノミネートされた。

## 主な出演作品

### 舞台
- Beauty and the Beast（英語版）
- The Lion King（英語版）
- Dr. Seuss' How the Grinch Stole Christmas! （英語版）
- Spider-Man: Turn Off the Dark（英語版） (2011年)
- Hadestown（英語版） (2019年)

### テレビドラマ
- ギルデッド・エイジ -ニューヨーク黄金時代- The Gilded Age (2022年)